# Walter Block (Wirtschaftswissenschaftler)

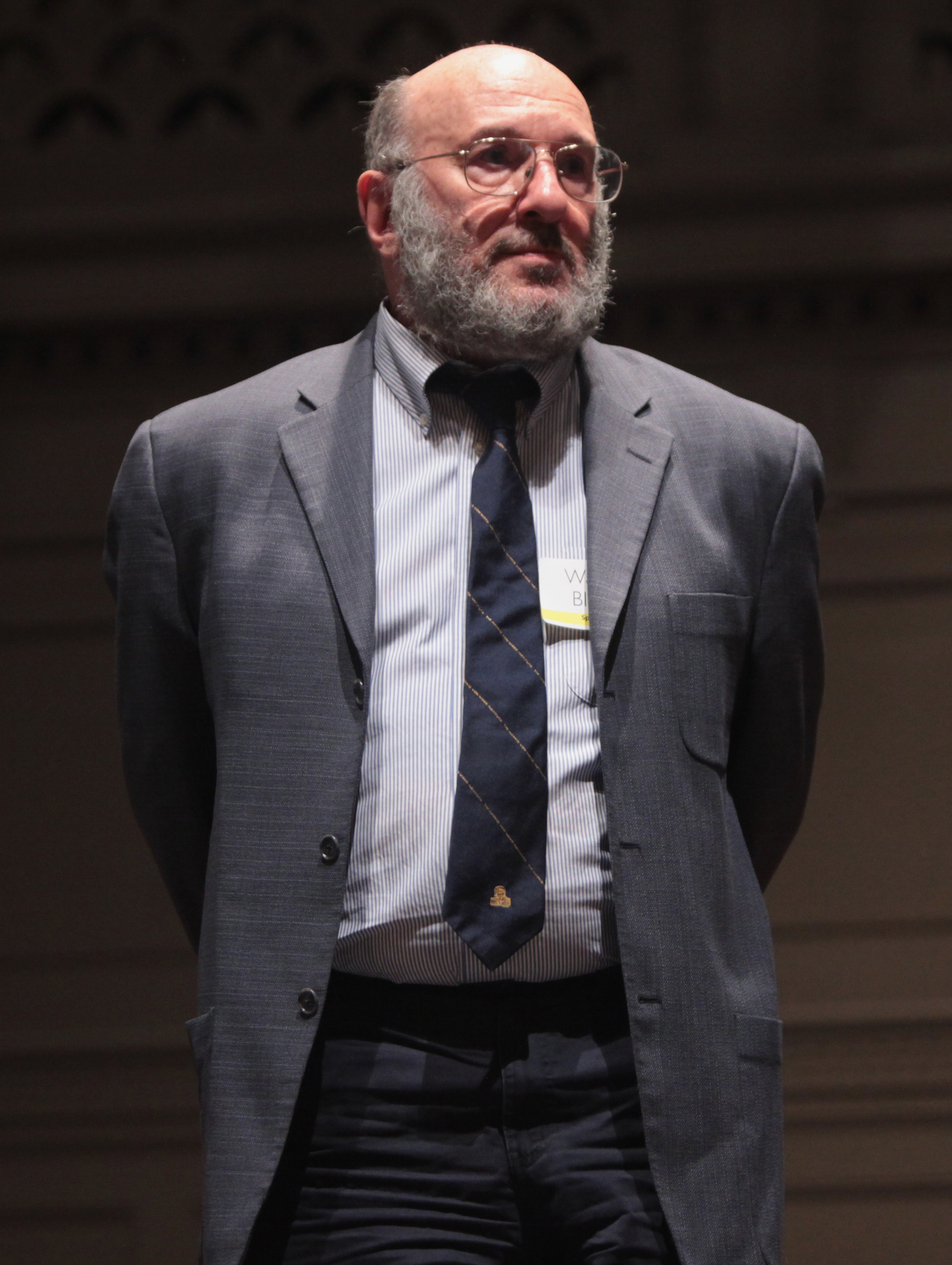
Walter Block

Walter Edward Block (* 21. August 1941 in Brooklyn, New York City) ist ein US-amerikanischer Wirtschaftswissenschaftler und Autor. Er ist ein Anhänger der Österreichischen Schule und des Anarchokapitalismus.

## Laufbahn
Walter Block wurde in Brooklyn als Sohn der jüdischen Eltern Abraham Block, einem Wirtschaftsprüfer, und Ruth Block, einer Rechtsassistentin, geboren. Er besuchte die James Madison High School in Brooklyn, in deren Leichtathletik-Team Bernie Sanders war. Block promovierte in Wirtschaftswissenschaften an der Columbia University und schrieb seine Dissertation über die Mietpreiskontrolle in den Vereinigten Staaten bei Gary Becker. In einem linksliberalen Haushalt aufgewachsen und in seiner Jugend politisch links orientiert, kam er als Student durch eine Vorlesung von Ayn Rand mit dem Libertarismus und ihrer Philosophie des Objektivismus in Berührung. Dadurch wurde Block selbst zu einer libertär eingestellten Person. Er gab an, dass der letzte Anstoß zu seiner Konversion von der Begegnung mit dem Theoretiker der Österreichischen Schule und des Anarchokapitalismus Murray Rothbard ausging.
Walter Block erwarb 1964 einen B.A. in Philosophie am Brooklyn College und 1972 einen Doktortitel in Wirtschaftswissenschaften an der Columbia University. Er lehrte an der University of Central Arkansas, dem Holy Cross College, dem Baruch College, der Rutgers University und der Loyola University Maryland. Von 1979 bis 1991 war Block leitender Wirtschaftswissenschaftler am Fraser Institute. Er veröffentlicht als Senior Fellow des Mises Institute Artikel und publizierte als Ökonom in verschiedenen wirtschaftlichen Fachzeitschriften. Er ist Autor von mehreren Büchern. Davon ist vor allem das 1976 erschienene Buch Defending the Undefendable bekannt, in welchem Block Handlungen verteidigt, die zwar illegal oder anrüchig sind, aber nach Ansicht von Block opferlose Straftaten darstellen oder der Öffentlichkeit zugutekommen würden. Als Beispiel dafür bezeichnet Block Erpressung oder Prostitution.

## Ansichten
Block ist der Ansicht, dass Menschen in einer freiheitlichen Rechtsordnung das Recht haben sollten, sich selbst in die Sklaverei zu verkaufen oder Sklaven zu erwerben, die sich selbst freiwillig in die Sklaverei verkauft haben. In einem Artikel der New York Times vom Januar 2014 hieß es, Block habe in einem Interview angedeutet, dass das tägliche Leben der Versklavten „gar nicht so schlecht war“. Laut eigenem Bekunden seien seine Ansichten zum Thema Sklaverei innerhalb des Libertarismus allerdings nicht besonders beliebt und Robert Nozick der einzige andere ihm bekannte libertäre Autor, der sie teile.
In einem Vortrag, den Block im November 2008 auf Einladung der wirtschaftswissenschaftlichen Fakultät des Loyola University in Baltimore hielt, behauptete er, dass „Schwarze“ schlechter bezahlt würden als Weiße, weil sie „weniger produktiv“ seien. Auf die Frage eines Teilnehmers, wie der Produktivitätsunterschied zwischen Schwarzen und Weißen zu erklären sei, erklärte er, dass er als Wirtschaftswissenschaftler nicht qualifiziert sei, diese Diskrepanz zu erklären. Block gab zwei Erklärungen an, die den Unterschied erklären könnten: erstens die „politisch korrekte“ Erklärung oder sozioökonomische Ungleichheiten und historische Ungerechtigkeiten gegenüber Schwarzen; zweitens eine „politisch inkorrekte“ Erklärung oder der „niedrigere IQ von Schwarzen“.
Block behauptete 1975, dass sexuelle Belästigung, „die zwischen einer Sekretärin und ihrem Chef stattfindet, keine Nötigung ist, wie sexuelle Belästigung, die im öffentlichen Raum stattfindet“. Er behauptet, dies sei der Fall, da die Sekretärin „allen Aspekten des Jobs zustimmt, wenn sie sich bereit erklärt, den Job anzunehmen, und insbesondere, wenn sie sich bereit erklärt, den Job zu behalten“.
Block ist Anhänger der österreichischen Schule der Wirtschaftswissenschaften und des Anarchokapitalismus. Er sprach sich für die Privatisierung aller Autobahnen und Straßen sowie der Ozeane und aller Seen und Flüsse aus. Block argumentiert, dass man „vermuten sollte, dass jeder Regierungsangestellte eines Verbrechens gegen die Menschlichkeit schuldig ist“, obwohl er anmerkt, dass diese Vermutung in vielen Fällen widerlegt werden kann, wie z. B. bei seinem Freund und Abgeordneten Ron Paul.
Block unterstützt eine nicht-interventionistische Außenpolitik und bezeichnet sich als Atheist.

## Publikationen
- Defending the Undefendable (1976) ISBN 0-930073-05-3
- A Response to the Framework Document for Amending the Combines Investigation Act (1982)
- Focus on Economics and the Canadian Bishops (1983)
- Focus on Employment Equity: A Critique of the Abella Royal Commission on Equality in Employment (mit Michael A. Walker; 1985)
- The U.S. Bishops and Their Critics: An Economic and Ethical Perspective (1986). ISBN 978-0-88975-085-2
- Lexicon of Economic Thought (mit Michael A. Walker; 1988) ISBN 978-0-88975-081-4
- Economic Freedom of the World, 1975–1995 (mit James Gwartney, Robert Lawson; 1996)
- Labor Economics from a Free Market Perspective: Employing the Unemployable (2008)
- The Privatization of Roads and Highways: Human and Economic Factors (2009). ISBN 978-0-7734-5841-3
- Differing Worldviews in Higher Education: Two Scholars Argue Cooperatively about Justice Education (2010) ISBN 978-94-6091-350-1
- Building Blocks for Liberty (2010). Ludwig von Mises Institute, ISBN 978-1-933550-91-6
- The case for discrimination (2010). Ludwig von Mises Institute. ISBN 978-1-933550-81-7
- Yes to Ron Paul and Liberty (2012). ISBN 978-4-87187-323-9
- Defending the Undefendable II (2013). ISBN 978-1-908089-37-3
- Water Capitalism: The Case for Privatizing Oceans, Rivers, Lakes, and Aquifers (2016). ISBN 978-1-4985-1882-6
- Space Capitalism: How Humans Will Colonize Planets, Moons, and Asteroids (2018). ISBN 978-3-319-74650-0